# Goslarer Bergkalender
Der Goslarer Bergkalender ist ein Jahrbuch der Montangeschichte, Kultur und aktueller sowie historischer Ereignisse des Unterharzes. Er gilt als der älteste durchgängig erscheinende Kalender Deutschlands.
Den Namen Goslarer Bergkalender führt das Druckwerk seit 1800.
Die 399. Ausgabe von 2017 war dem Thema „25 Jahre Weltkulturerbe Rammelsberg“ gewidmet. Die 400. Ausgabe von 2018 ist als Jubiläumsausgabe unter dem Titel „400 Jahre Goslarer Bergkalender“ erschienen.

## Vignetten
Die Vignetten der 12 Monate stammen von Ernst Eichhorn-Holbeck und sind Holzschnitten aus dem Jahre 1540 nachempfunden. Sie zeigen zum jeweiligen Monat passende Szenen aus dem Leben der Landbevölkerung.

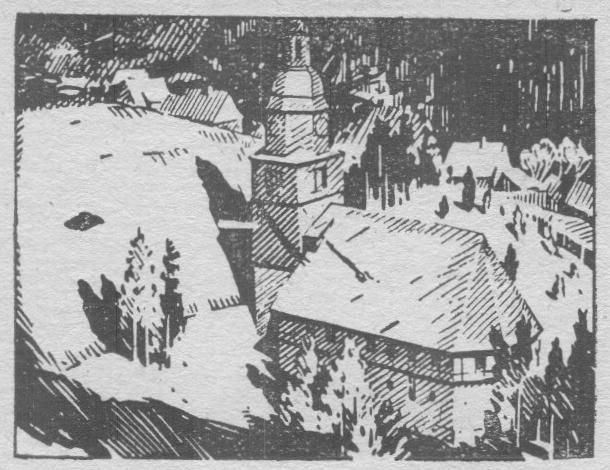
Januar
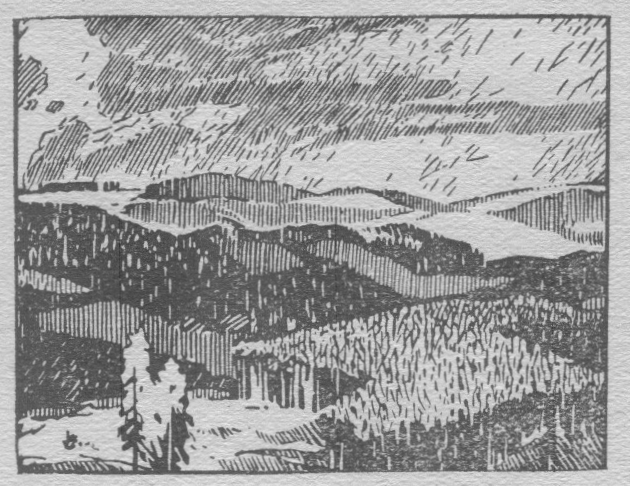
Februar
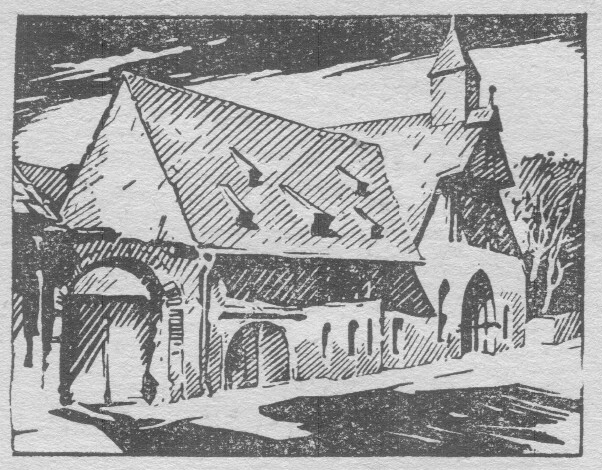
März
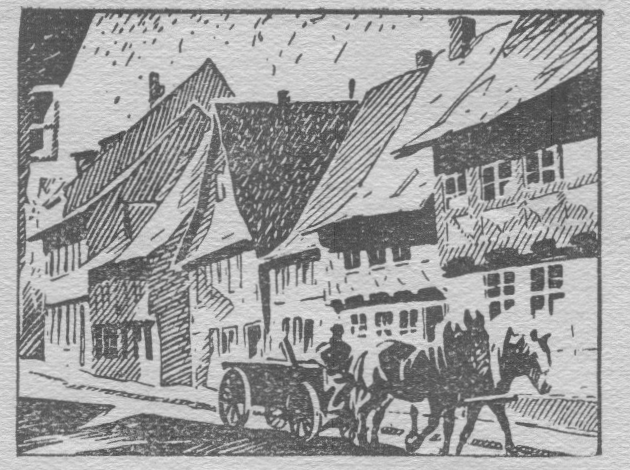
April
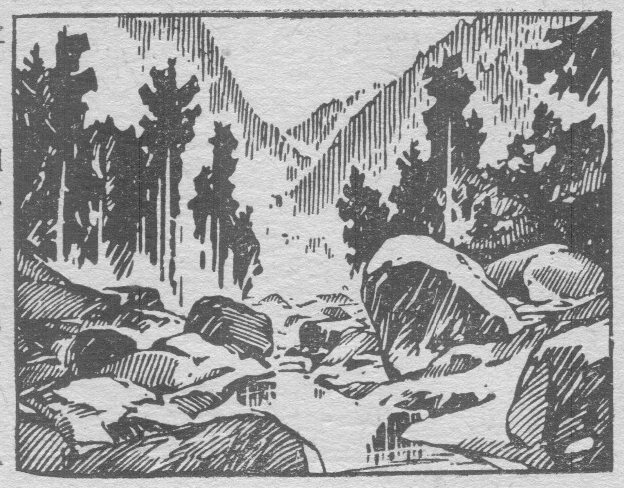
Mai
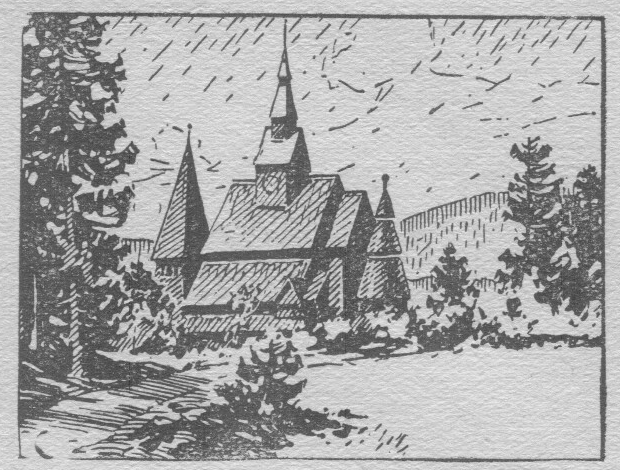
Juni
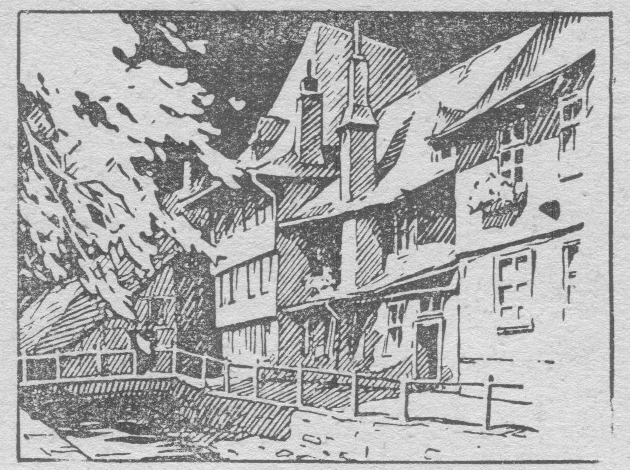
Juli
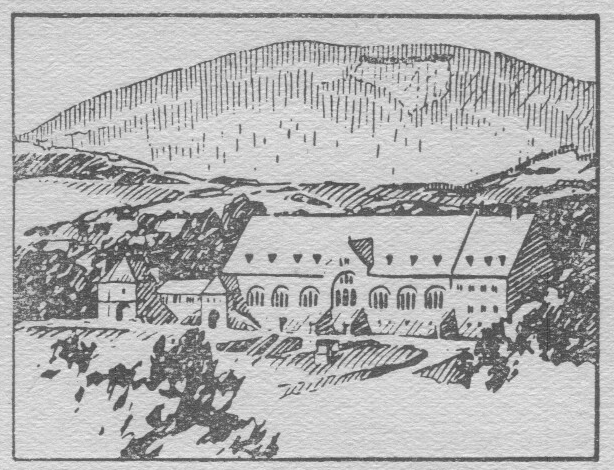
August
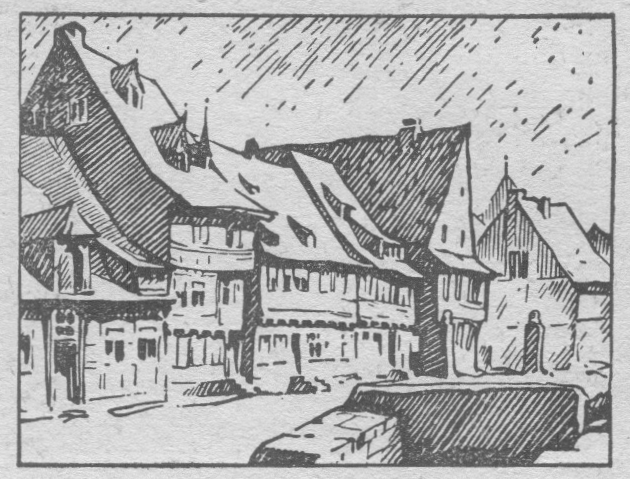
September
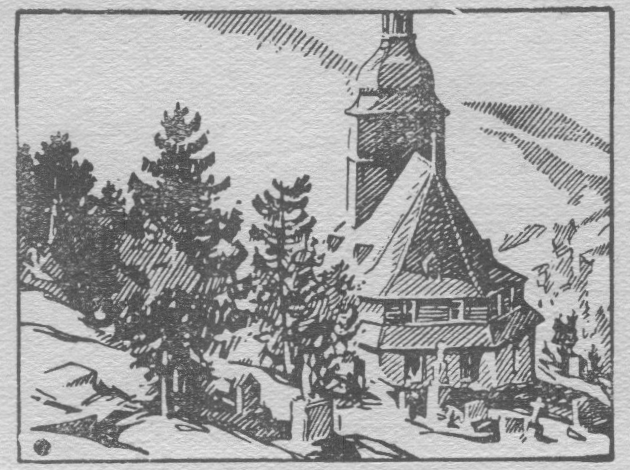
Oktober
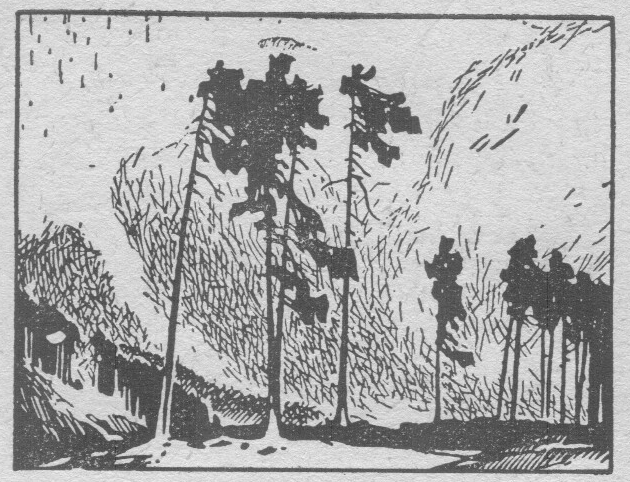
November
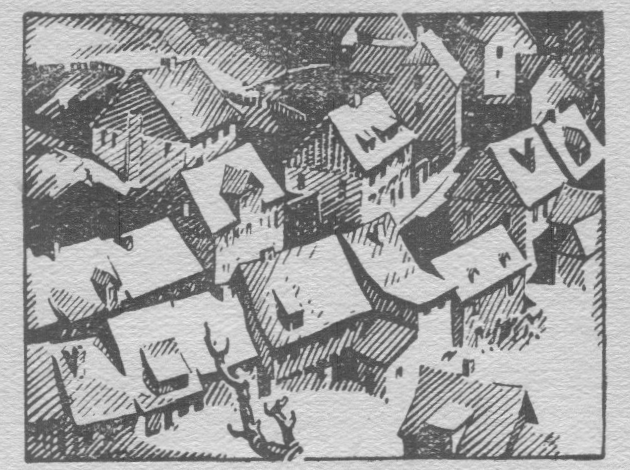
Dezember

## Herausgeber
- 1948–heute: Karl Krause[1]